# 星圖

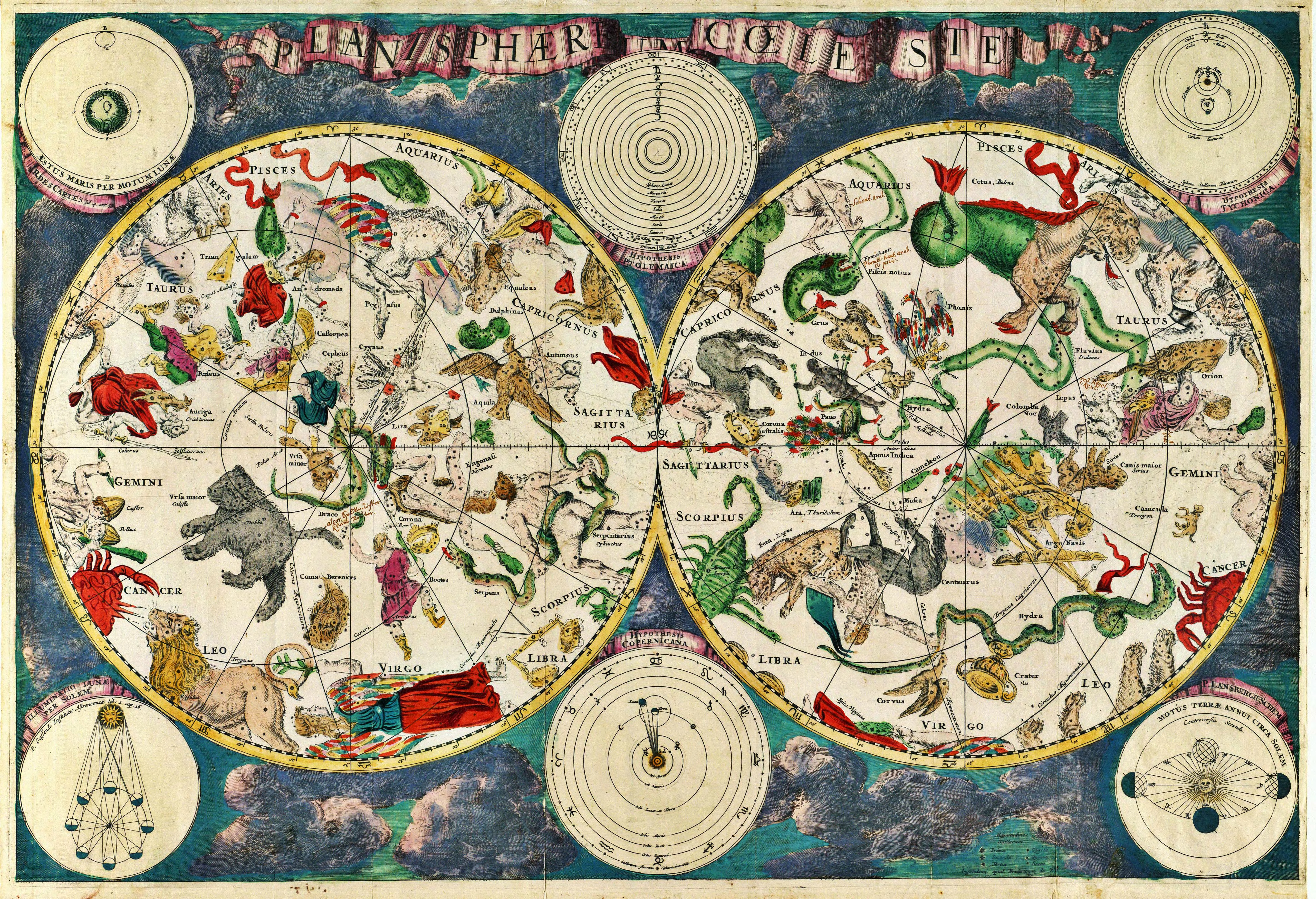
17世紀的荷蘭製圖家弗雷德里克•梅傑（Frederik de Wit）製作的星圖。

星圖或天體圖是夜空的地圖；亦即是「星星的地圖」。 天文學家用網格來劃分，使它們更容易使用。它們被用來識別和定位恆星、星座和星系。自古以來，人類就利用星圖來導航。請注意，星圖與星表或天體目錄不同，後者適用於特定用途的天體清單或表單。不同的星圖工具還包括星盤和活動星圖。

## 歷史

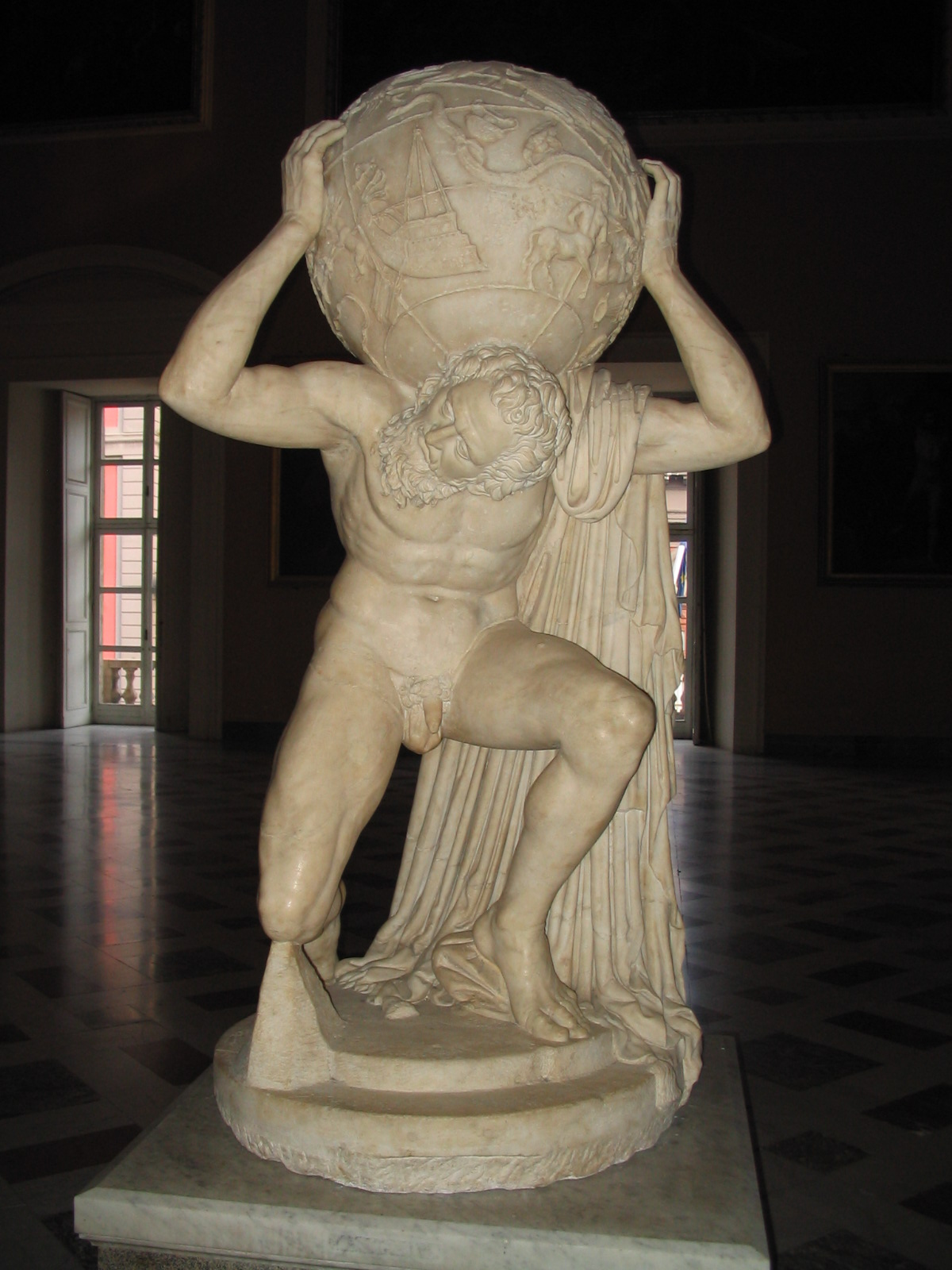
在義大利拿坡里（那不勒斯）拿坡里國立考古博物館內的法爾內塞的阿特拉斯

### 史前
已知最古老的星圖可能是1979年在德國發現的猛獁象牙雕刻。這件文物的年齡估計是32,500年，上面有一個類似現代星座獵戶座的雕刻。在法國拉斯科洞窟牆上的壁畫畫有疏散星團昴宿星團恆星的圖形，估計其年代在10,000年至33,000年之間。研究員Michael A. Rappenglueck曾經建議在同一個洞穴中充滿著野牛的壁畫中，一個人與一隻鳥的頭和在木板上的一隻鳥頭，連結在一起可能是描繪夏季大三角，在那時它們是拱極星。另一個在La Tête du Lion洞穴發現的星圖面板，創造的時間可能超過21,000年。這個面板上的牛可能代表金牛座，在它的上方有一個代表昴宿星團的圖案。Rappenglueck還在西班牙北部的El Castillo的洞穴發現了星座中的北冕座，估計年代與拉斯科是同一個時期。直徑30公分，上面有金子標誌的青銅製內布拉星象盤，其年代可能在西元前1,600年；一般被解釋為太陽或滿月，還有眉月和幾顆可能是昴宿星團的恆星，以及可能是銀河的弧形。

### 古代文物
能確定年代的最古老星圖出現在埃及，其年代為西元前1534年。已知最古老的星表是美索不達米亞的巴比倫天文學家在西元前第二千禧年代編輯的，相當於加喜特王朝的時代（"ca" 1531–1155 BC）。中國天文學紀錄的最古老年代是在戰國時代（476–221 BC）。最古老的中國圖形表示的天空是一個亮漆的框，年代為西元前430年，這種描述顯示的顯然不是個別的恆星。
托天的阿特拉斯是複製第二世紀希臘化時代的雕像，描述泰坦神話中的阿特拉斯在他的肩膀上扛著天球。它是描述古希臘星座最早的倖存物，提供了包括座標位置的網格圈。由於歲差，星座的位置隨著時間慢慢的變化。通過比較在網格圈上41個星座的位置，可以精確地確定原始進行天文觀測的世紀。根據這些資訊，這些星座是在125 ± 55 BC被編輯的。這一證據表明，這是希臘天文學家喜帕恰斯 使用的星表。
在羅馬時代的一個例子是丹達臘寺廟群（年代約在西元前50年）天花板上的浮雕雕塑，一個圖形表示的夜空是埃及的丹達臘黃道帶。這是一個敘述黃道帶的活動星圖（星座盤），但是並沒有描繪出個別的恆星。

### 中世紀
現存最古老的星圖手稿是在絲路的莫高窟發現的敦煌星圖。這是一幅210公分長，24.4公分寬的卷軸，在12片面板上顯示從北緯40°到南緯40°的天空，再加上第13片顯示北極地區的天空。總共繪有1,345顆恆星，分屬257個星官。這個星圖的年代不是很確定，估計為西元705-710年間。

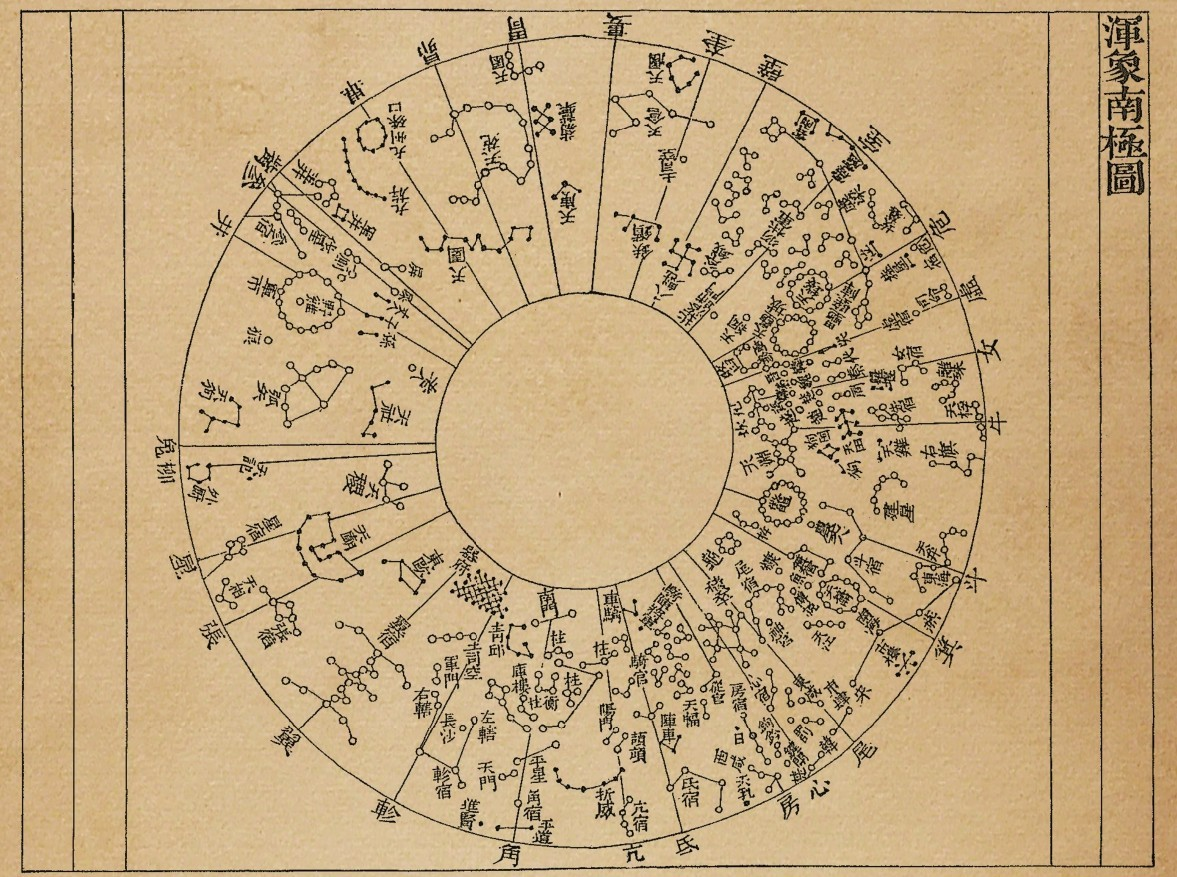
中國天文學家蘇頌（1020-1101年）以天球的南極投影繪製的星圖。

在宋朝，中國天文學家蘇頌寫了一本書，名為《新儀象法要》（新設計的渾天儀），裡面有五張星圖，共繪製了1,464顆恆星；這個年代是1092年。在1193年，天文學家黃裳製作了星座圖並附上解釋的文字。在1247年由另一位天文學家王致遠刻在石碑上，才得以流傳至今。這幅圖稱為蘇州石刻天文圖，現在保存在蘇州的文廟。
穆斯林天文學，第一幅繪製準確的星圖做有可能是波斯天文學家阿卜杜勒-拉赫曼·蘇菲於西元964在《恆星之書》中繪製的插圖。這本書是西元第2世紀的天文學家托勒密的《天文學大成》第7卷之5和8卷之1的更新版。蘇菲的作品包含了星座的插圖，並將恆星繪成點狀。原書沒有流傳下來，牛津大學保存的是大約1009年的複製本。
歐洲最古老的星圖也許是一個題為De Composicione Spere Solide，書寫在羊皮紙上的手稿。這份手稿可能是1440年在奧地利的維也納完成的，包含一個分成兩部分，描繪北半球的星座和黃道。歐洲最古老的印刷星圖可能是阿爾布雷希特·杜勒於1515年在德國紐倫堡以木刻版印製的原型。

### 現代早期

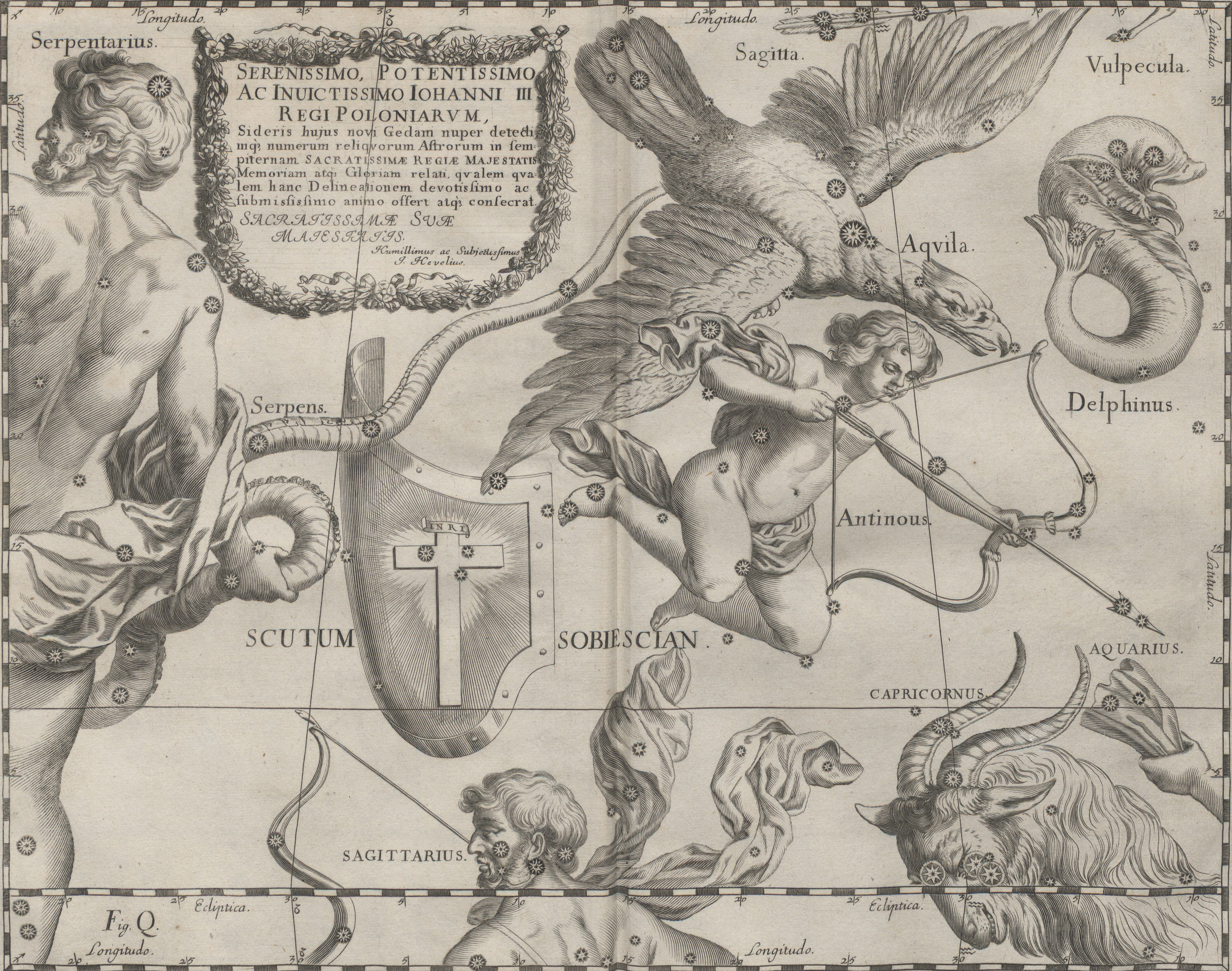
約翰·赫維留 – Firmamentum Sobiescianum sive Uranographia 1690年。

在歐洲的發現時代期間，對南半球的遠征導致新的星座被添加。這些最有可能來自1595年前往荷屬東印度群島的兩位荷蘭水手，彼得·德克斯宗·凱澤和弗雷德里克·德·豪特曼。他們編輯的結果，導致约多库斯·洪第乌斯於1601年在天球上增加了12個南天的新星座。有些製作的星圖，包括1603年約翰·拜耳的測天圖，都收錄了其中的一些。後者是第一個繪製兩個天球半球的星圖集，並引入拜耳命名法使用希臘字母來標示最亮的那些恆星。測天圖載有托勒密的48個星座的圖，一幅南方星座的版塊和以極地投影顯示整個的北半球和南半球的兩塊版塊。
波蘭天文學家約翰·赫維留在1690 年完成了他的Firmamentum Sobiescianum 星圖集。它包含56張大的雙頁星圖，並改進了南方恆星的準確性。他介紹的星座超過11個（包括盾牌座、蠍虎座、獵犬座等）。

## 歷史上的星圖
- 測天圖

## 中國傳統星圖

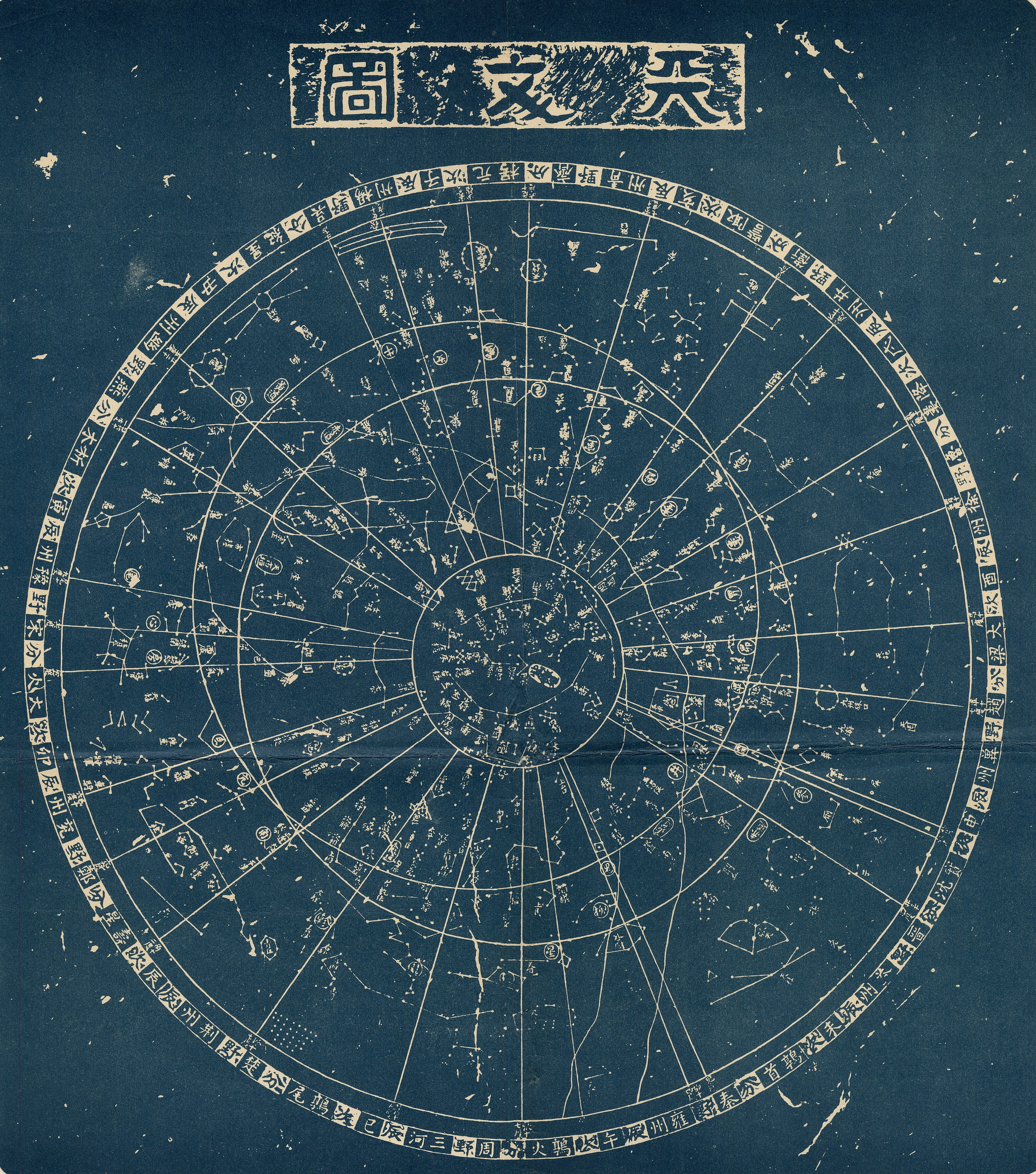
蘇州石刻天文圖

- 洛阳北魏星图
- 敦煌星圖
- 蘇州石刻天文圖
- 《新儀象法要》中的宋代星圖

## 現代星圖
- Bright Star Atlas - Wil Tirion（恆星亮度在6.5等以上）
- Cambridge Star Atlas - Wil Tirion（恆星亮度在6.5等以上）
- Norton's Star Atlas and Reference Handbook - Ed. Ian Ridpath (stars to magnitude 6.5)
- 星圖手冊：Norton's Star Atlas and Reference Handbook的中文版。
- Guide to Stars & Planets - Ian Ridpath and Wil Tirion（恆星亮度在6.5等以上）
- Pocket Sky Atlas - Roger Sinnott（恆星亮度在7.5等以上）
- Deep Sky Reiseatlas - Michael Feiler, Philip Noack（Telrad Finder Charts -恆星亮度在7.5等以上）
- Atlas Coeli Skalnate Pleso (Atlas of the Heavens) 1950.0 - Antonin Becvar（恆星亮度在7.75等以上），已絕版。
- SkyAtlas 2000.0, second edition - Wil Tirion & Roger Sinnott（恆星亮度在8.5等以上）
- Uranometria 2000.0 Deep Sky Atlas - Wil Tirion, Barry Rappaport, Will Remaklus（恆星亮度在9.7等以上）
- 千禧年星圖 - Roger Sinnott, Michael Perryman (stars to magnitude 11)
- Field Guide to the Stars and Planets - Jay M. Pasachoff, Wil Tirion charts (reduced size with a full Tirion sky atlas)
- SkyGX（還在準備中）- Christopher Watson (stars to magnitude 12)

## 外部連結
- 線上的星圖使用指導(英文) （页面存档备份，存于）
- The world's earliest manuscript Star Chart （页面存档备份，存于） 來自絲路上的敦煌
- 黃一農：〈蘇州石刻天文圖新探 （页面存档备份，存于）〉。
- 中国古星图档案一瞥
- The Mag-7 Star Atlas Project （页面存档备份，存于）
- Historical Celestial Atlases on the Web （页面存档备份，存于）

### 星圖
- Sky Chart （页面存档备份，存于） – Free Northern Sky Chart Cutout.
- Planispherium – Free Northern Sky Chart Cutout in Latin
- SFA Star Charts （页面存档备份，存于） – Free star charts
- Geody Star Charts （页面存档备份，存于） – Free (CC-by-sa) printer friendly star charts for several latitudes and times of the year
- An online star chart
- Monthly sky maps for every location on Earth （页面存档备份，存于）
- The Evening Sky Map （页面存档备份，存于） – Free monthly star charts and calendar for northern hemisphere, southern hemisphere, and equatorial sky watchers.
- Sky Map Online （页面存档备份，存于） – Free interactive star chart (showing over 1.2 million stars up to magnitude 12)
- Stellarmap.com （页面存档备份，存于） – Online map of the stars (requires compatible browser such as Chrome, Opera, Firefox, Safari or IE9).